# Paul Hermann (botaniste)
 (avril 2013).
Si vous disposez d'ouvrages ou d'articles de référence ou si vous connaissez des sites web de qualité traitant du thème abordé ici, merci de compléter l'article en donnant les références utiles à sa vérifiabilité et en les liant à la section « Notes et références ».
Ne doit pas être confondu avec Paul Hermann (écrivain), Paule Herreman ou Pál Hermann.
Pour les articles homonymes, voir Hermann.

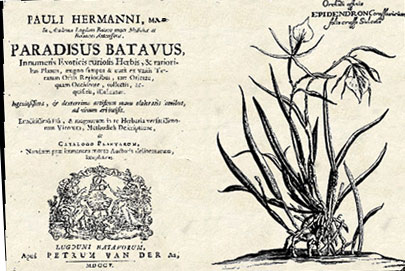
Le Paradisus Batavus de Paul Hermann, Leyde, 1705.

Paul Hermann est un botaniste et un médecin néerlandais   d’origine allemande, né le 30 juin 1646 à Halle et mort le 29 janvier 1695 à Leyde.

## Biographie
Hermann est le fils de Johann Hermann, un organiste fameux, et de Maria Magdalena Röber, la fille d’un homme d’église. Il obtient son titre de docteur en médecine à Padoue en 1670. Il part en 1672 à Ceylan comme médecin pour le compte de la Compagnie néerlandaise des Indes orientales. Hermann retourne en Europe en 1678 et est nommé, un an plus tard, professeur de botanique à l'université de Leyde, ville où il passe le reste de sa vie.
Il est notamment l'auteur d'un catalogue du jardin botanique de Leyde (Horti academici lugduno-batavi catalogus..., Leyde, 1687) et de plusieurs autres travaux sont publiés à titre posthume. Paradisus Batavus, la description du jardin botanique de Leyde paraît en 1698. William Sherard (1659-1728), à partir de ses notes, fait paraître Musaeum Zeylanicum (1717, réédité en 1727). Carl von Linné (1707-1778) étudie ses collections lors de la rédaction de sa Flora Zeylanica (1747) et de Species plantarum (1753). Ses collections passent entre de nombreuses mains avant d’être acquises par Sir Joseph Banks (1743-1820). Elles sont aujourd’hui conservés au Natural History Museum de Londres.

## Œuvres
- (la) Paradisus batavus, Leiden, Abraham Elzevier (2.), 1698 (lire en ligne)